# Jerkebulan Szejdahmet
Jerkebulan Szejdahmet (kazak nyelven: Еркебұлан Сейдахмет; Taraz, 2000. február 4.– ) kazak válogatott labdarúgó, az orosz FK Ufa játékosa.

## Pályafutása

### Klubcsapatban
Jerkebulan Szejdahmet a Taraz csapatában nevelkedett, 2016 februárjában Alekszander Kuznyecov, a csapat új vezetőedzője elvitte a felnőttek tádzsikisztáni edzőtáborába.
Egy évvel később az orosz Zenyit próbajátékra hívta. Az U19-s csapattal 2017 márciusában egy olaszországi tornán fél óra alatt négy gólt lőtt az egyik mérkőzésen, miután a holland Voetbalzone internetes szakportál a "világ legígéretesebb labdarúgói" közé sorolta. A Zenyit nem tudta szerződtetni Szejdahmetet, aki ekkor még nem múlt el 18 éves, a Nemzetközi Labdarúgó-szövetség szabályai így az átigazolást pedig nem tették lehetővé.
2017. április 1-jén bemutatkozott a kazak élvonalban a Tobil Kosztanaj elleni bajnokin, ahol sárga lapot kapott. Tizenöt bajnokit játszott az első szezonjában, egy gólt szerzett, a Jertisz Pavlodar ellen.
2018. február 12-én írt alá az orosz FK Ufa csapatához. Március 10-én az Anzsi elleni mérkőzésen debütált az orosz élvonalban, ezzel ő lett az első 2000-es években született labdarúgó, aki pályára lépett az orosz Premjer-liga történetében.

### A válogatottban
2018. március 23-án Magyarország ellen lépett pályára először a kazak válogatottban. Ő szerezte csapata harmadik gólját a 3-2-re megnyert találkozón, ezzel a kazak válogatott történetének legfiatalabb gólszerzője lett.

## Statisztika

### Klub
2018-március 10-én frissítve.
| Klub           | Szezon         | Bajnokság      | Bajnokság     | Bajnokság | Országos kupa | Országos kupa | Nemzetközi kupa | Nemzetközi kupa | Összesen      | Összesen |
| Klub           | Szezon         | Bajnokság      | Pályára lépés | Gól       | Pályára lépés | Gól           | Pályára lépés   | Gól             | Pályára lépés | Gól      |
| -------------- | -------------- | -------------- | ------------- | --------- | ------------- | ------------- | --------------- | --------------- | ------------- | -------- |
| Taraz          | 2017           | Premjer-liga   | 15            | 1         | 1             | 0             | –               | –               | 16            | 1        |
| Ufa            | 2017–18        | Premjer-liga   | 1             | 0         | 0             | 0             | –               | –               | 1             | 0        |
| Karrier összes | Karrier összes | Karrier összes | 16            | 1         | 1             | 0             | 0               | 0               | 17            | 1        |

### A válogatottban
| Kazahsztán | Kazahsztán    | Kazahsztán |
| Év         | Pályára lépés | Gól        |
| ---------- | ------------- | ---------- |
| 2018       | 1             | 1          |
| Összesen   | 1             | 1          |

2018. március 23-án frissítve.

### Válogatott góljai
Az eredmények a kazak válogatott szempontjából értendőek.
| #  | Dátum             | Helyszín                               | Ellenfél     | Eredmény a gólt követően | Végeredmény | Kiírás              |
| -- | ----------------- | -------------------------------------- | ------------ | ------------------------ | ----------- | ------------------- |
| 1. | 2018. március 23. | Groupama Aréna, Budapest, Magyarország | Magyarország | 3–1                      | 3–2         | Barátságos mérkőzés |

## További információ
- Jerkebulan Szejdahmet adatlapja a Soccerway oldalon (angolul)